# Museu de Belles Arts de Mont-real

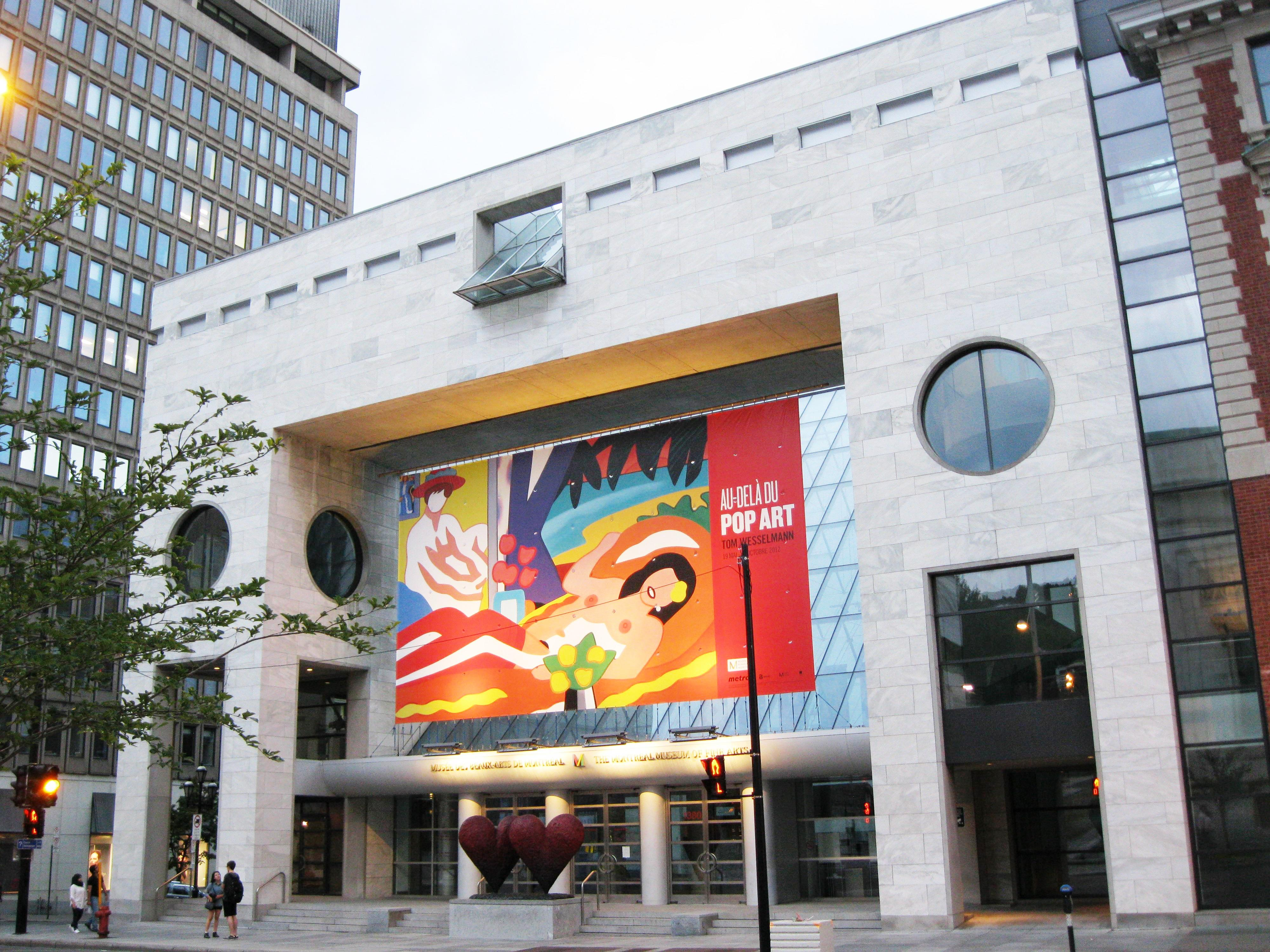
Localització del Museu

El Museu de Belles Arts de Mont-real, (francès: Musée des beaux-arts de Montréal, anglès: Montreal Museum of Fine Arts) és un museu d'art situat a Mont-real, Quebec, Canadà. És el museu més gran de la ciutat de Montreal i un dels més importants del Canadà. El museu està situat al Le Mille Carré de la Rue Sherbrooke.
El MMFA es disposa per quatre pavellons que ocupen una superfície total de 45.067 m2, inclou un espai d'exposició de 13.000 m². S'està construint un cinquè pavelló. La col·lecció permanent inclou unes 40.000 obres. La sala de lectura de l'Art Association of Montreal va ser la precursora de l'actual biblioteca del museu. És la biblioteca més antiga del Canadà dedicada a l'art.

## Història
Va ser fundat l'any 1860 per Francis Fulford.
El 1877, va rebre un llegat de Benaiah Gibb, un home de negocis de Montreal amb 72 quadres a l'oli sobre tela i 4 bronzes. A més donà una seu per al museu a Phillips Square i a més 8.000 dolars. El 26 de maig de 1879, el Governador General del Canadà Sir John Campbel inaugurà aquesta galeria d'art. El museu va ser engrandit el 1893.

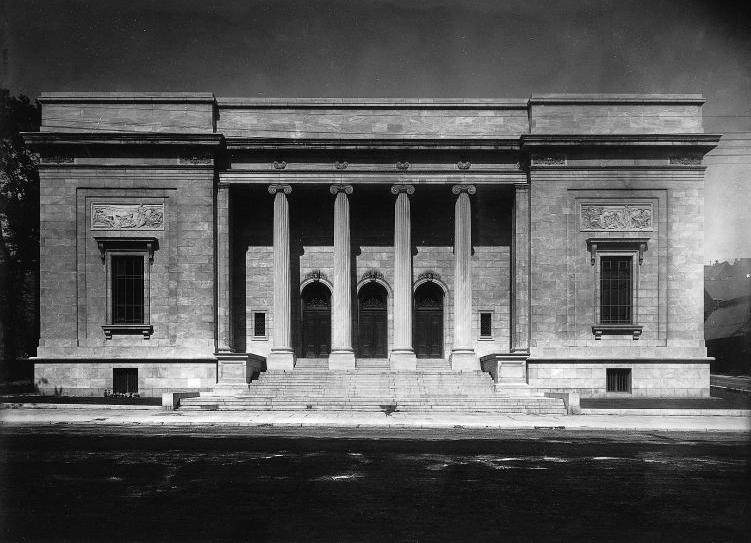
La Nova Art Gallery vista de 1913.

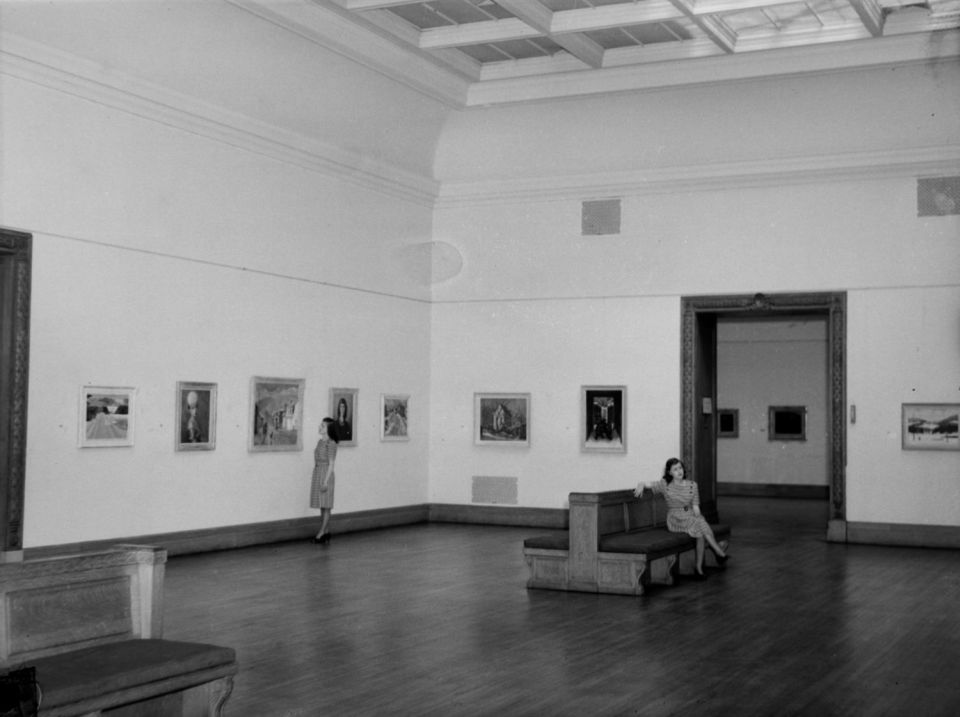
Interior el 1948

La seu del museu es va traslladar a la Golden Square Mile l'any 1912, on hi ha la majoria de l'elit financera de la ciutat